# ترابة (ولاية)
ولاية ترابا هي إحدى الولايات الست وثلاثين المكونة لنيجيريا. الإنجليزية هي اللغة الرسمية. أنشأتها حكومة الرئيس إبراهيم بابانغدا. سميت على اسم نهر تارابا، الذي يعبر الجزء الجنوبي من الولاية. عاصمة ولاية تارابا هي جالينغو. وشعارها هو هدية الطبيعة للأمة. المجموعات العرقية الرئيسية هي فولبي أو فولاني، موموي، مامبلا، جوكون، تيف، كوتيب، وُرْكُن، ياندانغ، ندولا، إيثن، جينجو، تيغون، وجيبو. هناك 77 مجموعة عرقية متميزة ولغاتهم في الولاية.

## تاريخ
تم إنشاء ولاية تارابا من ولاية غونغولا السابقة في ٢٦ أغسطس ١٩٩١م، من قبل الحكومة العسكرية لجنرال إبراهيم باداماسي بابانغدا. الولاية عبارة عن مزيج من ثلاثة أقسام سابقة - أقسام وكاري ومامبلا ومري.

## جغرافية
يجد ولاية تارابا من الغرب ولاية نسراوا وولاية بينو (١٠٩ كيلومتر)، ومن الشمال الغربي ولاية الهضبة بـ ٢٠٢ كيلومتر (١٣٦ ميلاً)، ومن الشمال ولاية باوتشي بمسافة ٥٤ كيلومتر، وولاية غومبي بمسافة ٥٨ كيلومتر، ومن الشمال الشرقي ولاية أداماوا بمسافة ٥٤ كيلومتر. حوالي ٣٦٦ كيلومتر وجنوباً بالمنطقة الشمالية الغربية في الكاميرون بحوالي ٥٢٥ كيلومتر.
الأنهار الرئيسية في الولاية هي بينو ودونغا وتارابا وإبي. وهي تنبع من جبال الكاميرون، وتستنزف كامل طول الولاية تقريبًا في اتجاهي الشمال والجنوب لتتصل بنهر النيجر.

## المناخ
يتميز مناخ ولاية تارابا بمتوسط درجة حرارة سنويّ يبلغ 33 درجة مئوية ولكن بمستوى عالٍ من البرد في يناير وزيادة في كمية الأمطار في أغسطس. تبلغ نسبة الأمطار في ولاية تارابا 40.35% مع نسبة رطوبة نسبية تبلغ 54.98%. عادةً ما تكون الولاية دافئة جدًا في شهر مارس مع درجة حرارة تصل إلى 40.44 درجة مئوية، ورياح متوسطة تبلغ 8.84 كيلومتر في الساعة.

### فيضان
تتأثر العديد من المنازل والمباني التجارية في تارابا بالفيضانات، بما في ذلك تلك الموجودة في ضواحي المدينة.